# 池辺村立池辺小学校駒野新田分校
池辺村立池辺小学校駒野新田分校（いけべそんりつ いけべしょうがっこう　こまのしんでんぶんこう）は、かつて岐阜県養老郡池辺村に存在した公立小学校の分校。

## 概要
- 池辺小学校の分校であり、校区は駒野新田[注釈 3]、小坪[注釈 4]、早瀬[注釈 5]であった。
- 校舎が存在したのは現在の岐阜県海津市南濃町駒野新田である。これは、駒野新田は池辺村が分割され海津郡南濃町に編入された地域であるためである。本校の池辺小学校は池辺村の小学校であり、現在の養老町の小学校である[注釈 6]。

## 沿革
駒野新田は、1873年に根古地村に開校した育雛義校に通学していた。駒野新田に学校（池辺尋常小学校駒野新田分教場）が開校したのは1897年である。
- 1897年（明治30年）10月 - 駒野新田に池辺尋常小学校駒野新田分教場を開設。校区は駒野新田、小坪、早瀬。
- 1900年（明治33年）3月 - 駒野新田尋常小学校として独立する。
- 1901年（明治34年）4月 - 池辺尋常小学校に統合され、池辺尋常小学校駒野新田分教場となる。尋常科1～3年が通学する。
- 1904年（明治37年） - 日露戦争による経費節減のため廃校。
- 1906年（明治39年） - 再開。
- 1908年（明治41年） - 校舎を新築する。
- 1941年（昭和16年）4月1日 - 池辺国民学校駒野新田分教場に改称する。
- 1947年（昭和22年）4月1日 - 池辺村立池辺小学校駒野新田分校に改称する。
- 1954年（昭和29年）
  - 3月 - 廃校。駒野新田、早瀬は海津郡城山村の城山村立城山小学校へ、小坪は池辺小学校への通学となる。
  - 11月3日 - 池辺村が分割され、駒野新田及び大字釜段字徳島は海津郡城山町に編入される。残部は高田町、養老村、広幡村、上多度村、笠郷村、小畑村、多芸村、日吉村、合原村の一部と合併し、養老町が発足する。